# Andronikos III Palaiologos
Andronikos III Palaiologos (Grieks: Ανδρόνικος Γ' Παλαιολόγος, Andronikos III Paleologos; Armeens: Անդրանիկ Գ Պաղեւողոկ, Antranig Kim Baghevoghog) (Constantinopel 1296 — 15 juni 1341) was Byzantijns keizer van 1328 tot 1341. Hij was een kleinzoon van Andronikos II en een zoon van Michael IX.
Hij slaagde erin, met de steun van Johannes VI Kantakouzenos, de ondergang van het Rijk enigermate af te remmen. Hij kon evenwel niet beletten dat de Serviërs doorstootten naar Macedonië, noch dat heel Klein-Azië door de Ottomanen werd bezet. Maar Thessalië en Epirus kon hij weer inlijven, terwijl zijn rechtshervorming het herstel van de interne orde bevorderde. Het hesychasme bracht echter het Rijk opnieuw in beroering.
Hij was in 1318 gehuwd met Adelheid (Irene) van Brunswijk (overleden 1324), dochter van Hendrik I van Brunswijk-Grubenhagen en Agnes van Meißen. 
In 1326 huwde hij Anna van Savoye die later zou optreden als co-regente voor hun minderjarige zoon Johannes V.
Met Anna van Savoy kreeg hij vier kinderen:
- Maria Palaiologos (1327-1356), gehuwd met Michael Asen IV van Bulgarije
- Johannes V Palaiologos (1332-1391), keizer van Byzantium
- Michael Palaiologos (1337-1370), despoot
- Irene Palaiologs (?-1384), gehuwd met Francesco I Gattilusio, heerser van Lesbos.